# Битва под Хмельником (1659)
Битва под Хмельником — сражение в ходе русско-польской войны 1654—1657 годов и гражданской войны в Гетманщине, известной как Руина.
Изменивший царю гетман Иван Выговский после своего изгнания казацкой старшиной отправился со своими сторонниками в подольский город Хмельник, где стал дожидаться посланца из Варшавы и помощи польских отрядов. Здесь его настигло объединённое войско царских ратников под командованием боярина и киевского воеводы Василия Шереметева и казацких противников Выговского, возглавляемых переяславским полковником Якимом Сомко и нежинским полковником Василием Золотаренко. В битве, произошедшей 16 ноября 1659 года, они смогли нанести поражение Выговскому, а также польским отрядам Анджея Потоцкого и Яна Сапеги. Среди пленных был прилуцкий полковник и будущий гетман Пётр Дорошенко.
После поражения под Хмельником Выговский, окончательно лишившийся собственных вооружённых сторонников, примкнул к полякам.